# 聖文生綜合醫院
聖文生綜合醫院（印尼語：Rumah Sakit Umum Santo Vincentius，簡稱RSU Santo Vincentius），當地華人稱其為榕樹醫院、因為醫院附近的路口有一棵榕樹而得名，位於印尼西加里曼丹省山口洋市，該醫院坐落於山口洋天主教聖方濟堂的旁邊，為直屬於天主教坤甸總教區的私立醫院，醫療分級上屬於「綜合醫院」。

## 外部連結
- 聖文生綜合醫院的Instagram帳戶
- 聖文生綜合醫院的Facebook專頁